# Ironman 70.3 Mallorca
Der Ironman 70.3 Mallorca ist eine seit 2011 auf der spanischen Baleareninsel Mallorca stattfindende Triathlon-Sportveranstaltung über die Mitteldistanz (1,9 km Schwimmen, 90 km Radfahren und 21,1 km Laufen).

## Organisation
Ironman 70.3 ist ein geschütztes Markenzeichen der Unternehmensgruppe Advance aus den USA,  bzw. dessen Tochterunternehmens WTC. Advance hat das Unternehmen Anfang 2020 vom chinesischen Dalian Wanda Konzern gekauft. Die ursprünglich dessen Nutzung gegen Zahlung von Lizenzgebühren an unabhängige Veranstalter vergab und seit 2009 zunehmend auch selbst als Veranstalter auftritt.
Der „Nirvana Ironman 70.3 Mallorca“ (bis 2015 „Thomas Cook Ironman 70.3 Mallorca“) wurde als das sechste Ironman-Rennen in Europa erstmals am 14. Mai 2011 im Norden der Insel in der Hafenstadt Alcúdia ausgetragen.
Das Rennen bietet 35 Qualifikationsplätze für einen Start bei den Ironman 70.3 World Championships.

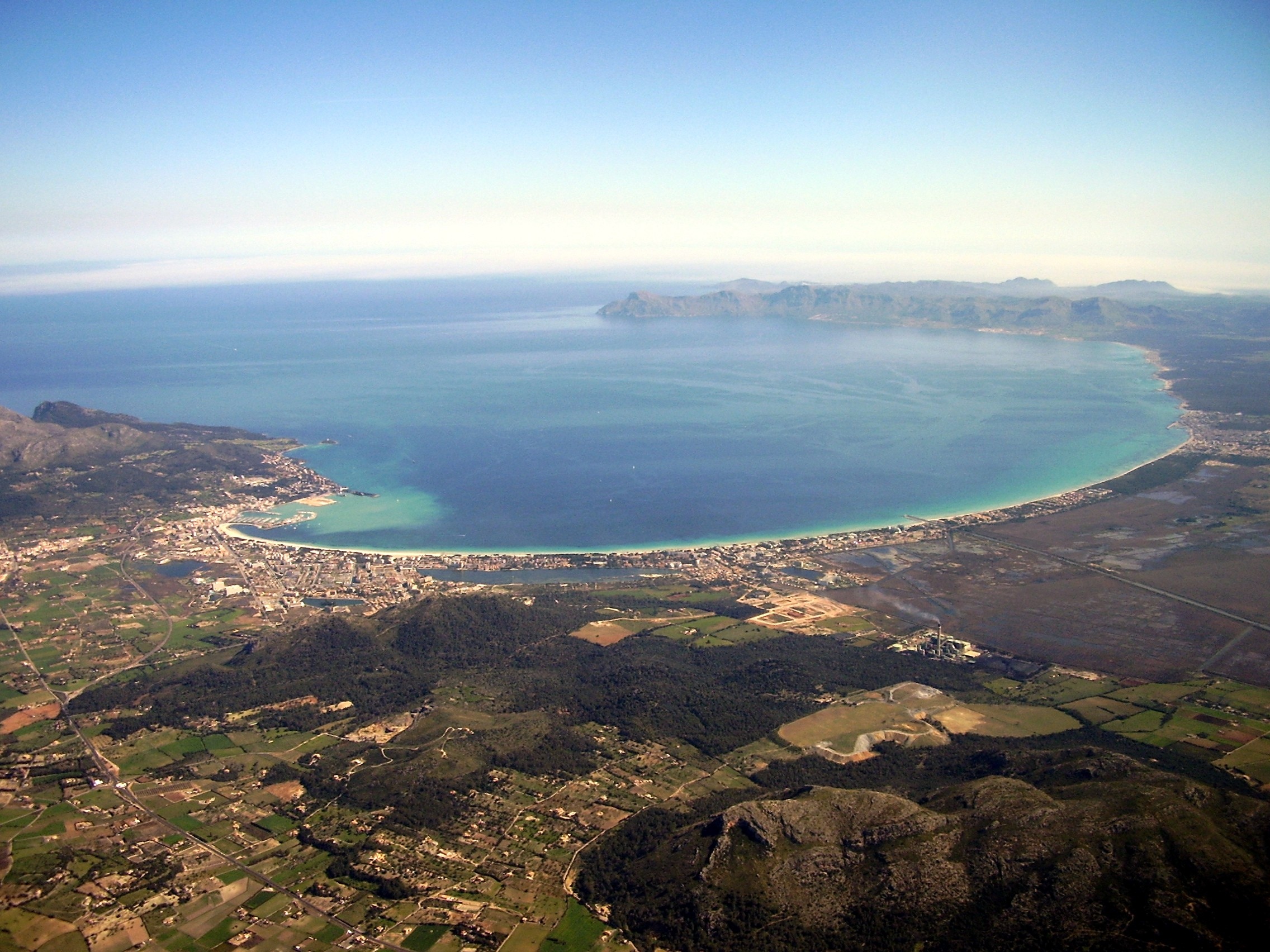
Bucht von Alcúdia

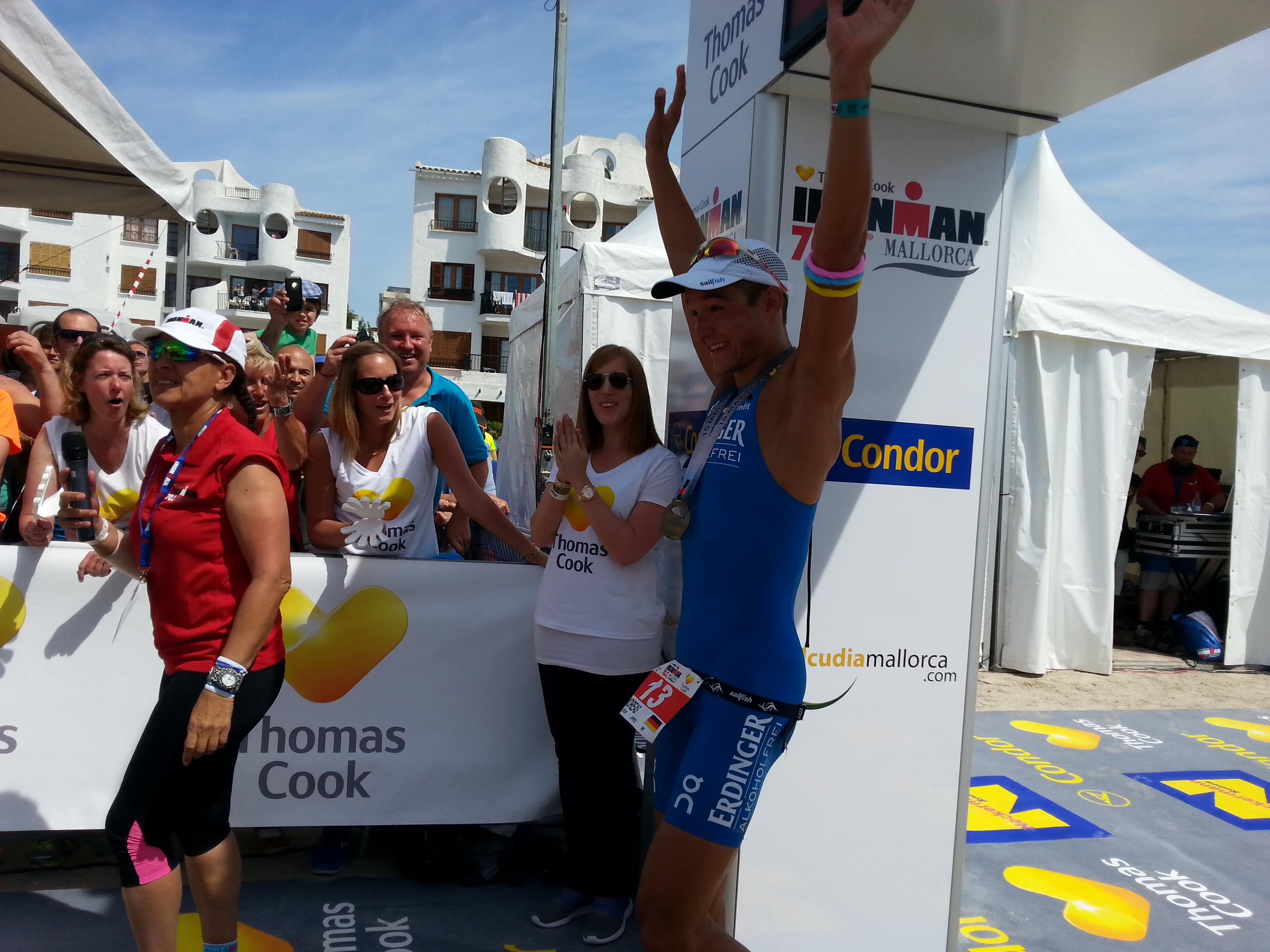
Der Sieger Andreas Dreitz im Ironman 70.3 Mallorca, 2014

Der Deutsche Andreas Dreitz konnte 2016 hier zum dritten Mal in Folge gewinnen und mit Laura Philipp, der Schnellsten bei den Frauen, gab es in diesem Jahr einen deutschen Doppelsieg.
Laura Philipp konnte 2017 ihren Titel aus dem Vorjahr erfolgreich verteidigen.
Nachdem für 2017 keine Weiterführung des Ironman Mallorca angekündigt wurde, ist dieses das einzige Ironman-Rennen auf der Baleareninsel. Die ursprünglich für den 9. Mai 2020 geplante Austragung wurde im März im Rahmen der Ausbreitung des Coronavirus abgesagt und auf Oktober verschoben.
Die elfte Austragung des Rennens fand am 7. Mai 2022 statt. Der Belgier Youri Keulen beendete das Männerrennen dabei als Erster, wurde jedoch nachträglich disqualifiziert, da er eine Zeitstrafe nicht abgeleistet hatte. Im Mai 2024 wurden sowohl bei den Frauen wie auch bei den Männern neue Streckenrekorde eingestellt.
Die letzte und 15. Austragung war hier am 10. Mai 2025 und am 9. Mai 2026 feiert der Ironman 70.3 Mallorca seine 15. Auflage. 

### Streckenverlauf
- Die Schwimmstrecke befindet sich beim Hafen der Stadt Alcúdia.
- Die Radstrecke führt in die Berglandschaft Mallorcas und ist ein Ein-Runden-Kurs mit Anstiegen und Abfahrten sowie langen, flachen Teilstücken.
- Die Laufstrecke ist hier ein flacher Drei-Runden-Kurs entlang des Strandes von Alcúdia. Das Zielgelände befindet sich nur 500 Meter neben dem Schwimmstart direkt beim Hafenareal.

### Streckenrekorde
Den Streckenrekord halten seit 2024 der Deutsche Nicolas Mann mit 3:49:19 Stunden und bei den Frauen ebenso seit 2014 die Britin Emma Pallant-Browne mit 4:14:21 Stunden.

## Ergebnisse
| N ° | Datum/Jahr    | Männer             | Männer               | Männer                     | Frauen                       | Frauen             | Frauen             |
| N ° | Datum/Jahr    | Erster Platz       | Zweiter Platz        | Dritter Platz              | Erster Platz                 | Zweiter Platz      | Dritter Platz      |
| --- | ------------- | ------------------ | -------------------- | -------------------------- | ---------------------------- | ------------------ | ------------------ |
| 15  | 9. Mai 2026   |                    |                      |                            |                              |                    |                    |
| 14  | 10. Mai 2025  | Santiago Ascenco   | Oliver Pritchard     | Aurélio Gauthier           | Vikki Wallace                | Corina Ryf         | Daniela Wiefhoff   |
| 13  | 11. Mai 2024  | Nicolas Mann (SR)  | Jan Stratmann        | Gregory Barnaby            | Emma Pallant-Browne -2- (SR) | Laura Philipp      | Sara Svensk        |
| 12  | 13. Mai 2023  | Nick Thijs         | Will Grace           | Sebastian Fuchs            | Barbora Besperát             | Anja Fachbach      | Ilona Eversdijk    |
| 11  | 7. Mai 2022   | William Mennesson  | Clément Mignon       | Nicolas Mann               | Emma Browne                  | Nicola Spirig Hug  | Chelsea Sodaro     |
| 10  | 16. Okt. 2021 | Christian Störzer  | Vetle Bergsvik Thorn | Matt Palmer                | Carolin Schaffert            | Denise Johannsen   | Chloé Serra Jodin  |
| 09  | 11. Mai 2019  | Karel Zadák        | Eric Van Der Linden  | Guillem Zomeu Vadell Riera | Alison Mackenzie             | Karen Schultheiss  | Liesbeth Leysen    |
| 08  | 12. Mai 2018  | Tom Suetens        | Lars Petter Stormo   | Niels Esmeijer             | Marion Tuin                  | Georgina Gadient   | Natalie Batey      |
| 07  | 13. Mai 2017  | David McNamee      | Andreas Dreitz       | Miquel Blanchart           | Laura Philipp -2-            | Emma Pallant       | Amelia Watkinson   |
| 06  | 7. Mai 2016   | Andreas Dreitz -3- | Bart Aernouts        | Thomas Steger              | Laura Philipp -1-            | Nicola Spirig Hug  | Emma Pallant       |
| 05  | 9. Mai 2015   | Andreas Dreitz -2- | Patrik Nilsson       | David McNamee              | Daniela Ryf                  | Julia Gajer        | Yvonne van Vlerken |
| 04  | 10. Mai 2014  | Andreas Dreitz -1- | Bart Aernouts        | Andreas Raelert            | Lisa Hütthaler -2-           | Sofie Goos         | Liz Blatchford     |
| 03  | 11. Mai 2013  | Eneko Llanos       | Bart Aernouts        | Andreas Raelert            | Lisa Hütthaler -1-           | Yvonne van Vlerken | Lucy Gossage       |
| 02  | 12. Mai 2012  | Michael Raelert    | Michael Göhner       | Ben Allen                  | Emma-Kate Lidbury -2-        | Tine Deckers       | Natascha Schmitt   |
| 01  | 14. Mai 2011  | Andreas Raelert    | Bertrand Billard     | Sylvain Sudrie             | Emma-Kate Lidbury -1-        | Erika Csomor       | Silvia Felt        |